# جاسيزه
جاسيزه (بالإنجليزية: Zhaxizê)‏ هي منطقة سكنية تقع في الصين في أزمة التبت والصين.[بحاجة لمصدر] يقدر عدد سكانها بـ 378* نسمة وترتفع عن سطح البحر 4,197 متر.